# Goodyera yamiana
Goodyera yamiana là một loài thực vật có hoa trong họ Lan. Loài này được Fukuy. mô tả khoa học đầu tiên năm 1936.